# Rhodotus asperior

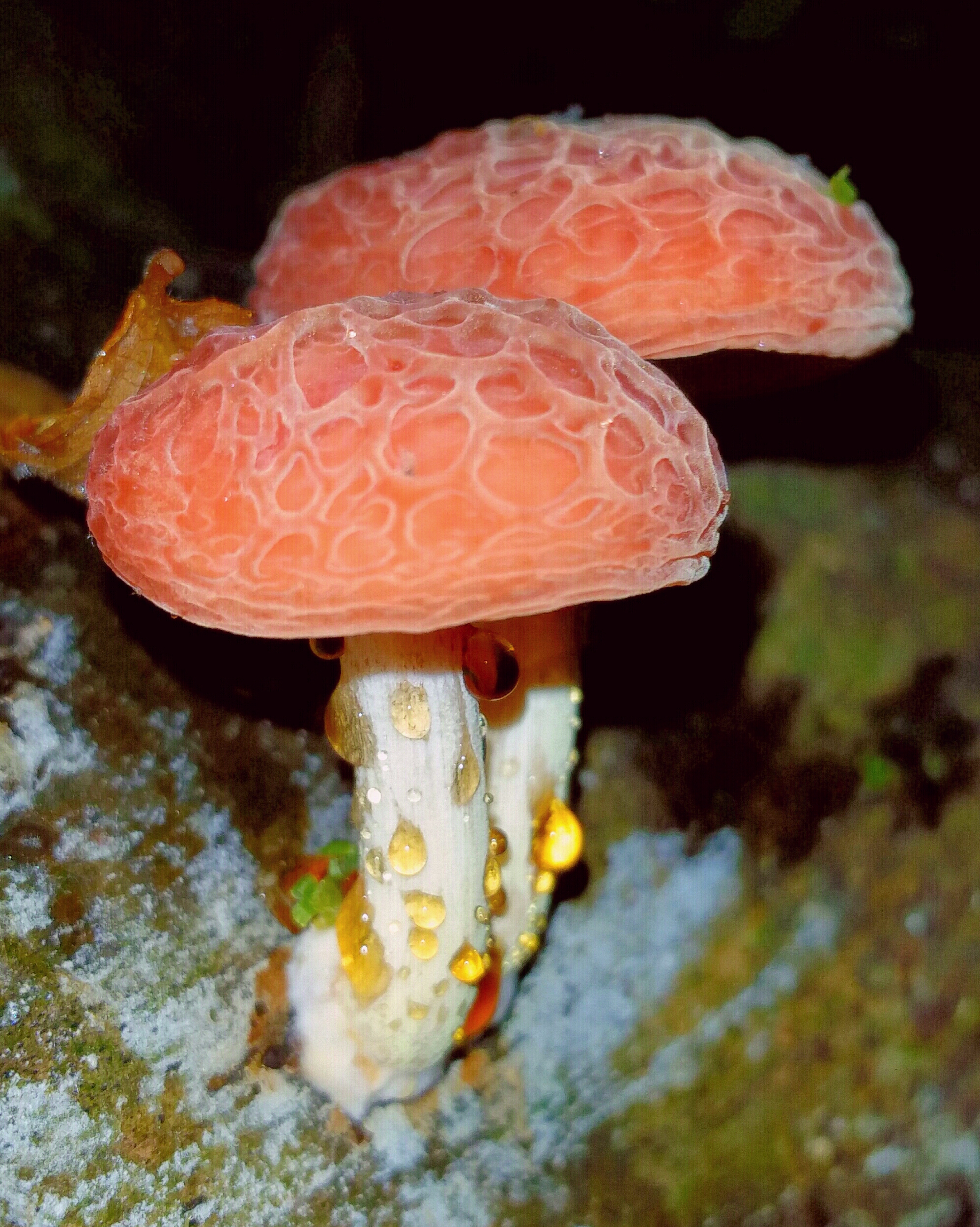
„Brat bliźniak” żyłkowiec różowawy

Rhodotus asperior L.P. Tang, Zhu L. Yang & T. Bau – gatunek grzybów z rodziny obrzękowcowatych (Physalacriaceae).

## Systematyka i nazewnictwo
Pozycja w klasyfikacji według Index Fungorum: Rhodotus, Physalacriaceae, Agaricales, Agaricomycetidae, Agaricomycetes, Agaricomycotina, Basidiomycota, Fungi.
Takson ten zdiagnozowali w roku 2013 Li-Ping Tang, Zhu L. Yang i Bau Tolgor nadając nazwę Rhodotus asperior. Etymologia epitetu gatunkowego asperior odnosi się do bazydosporów, które są bardziej chropowate niż u Rhodotus palmatus.
Naukowcy podczas badań morfologicznych i filogenetycznych przeprowadzonych na kolekcjach rodzaju żyłkowiec (Rhodotus) z umiarkowanych, subtropikalnych i tropikalnych Chin, poprzez analizę filogenetyczną sekwencji DNA, wykazali, że na półkuli północnej występują dwa gatunki filogenetyczne, które są zgodne cechami morfologicznymi. Wydzielono z rodzaju żyłkowiec (Rhodotus) drugi odrębny gatunek Rhodotus asperior.

## Morfologia
Owocnik
Kapelusz wypukły lub płasko-wypukły, nieco lepki, barwa czerwono-pomarańczowa, pomarańczowa do różu, średnica 3–6 cm. Blaszki przylegające do wykrojonych, gęste do luźnych, czerwonawe do jasnobrązowych; brzegi równe. Trzon mniej lub bardziej mimośrodkowy, 3–5 × 0,3–0,8 cm, lekko cylindryczny lub zwężający się ku górze, szarawy; powierzchnia lekko lepka; podstawa powiększona. Miąższ czerwonawy, różowy do białawego, nieodbarwiający się po zranieniu, smak nieznany, zapach niewyraźny.
Cechy mikroskopowe
Podstawki maczugowate, przeźroczyste, cienkościenne, przeważnie 4–zarodnikowe, 35–50 × 8–11 μm, sterygmy o długości 4 μm. Bazydiospory kuliste do jajowatych, prawie przeźroczyste, cienkościenne, o rozmiarach 5–6,5 × 4,5–5,5 µm, gęsto pokryte rozwartymi brodawkami o wysokości 0,5–1,5 μm i szerokości 0,5–1 μm, bez porów zarodkowych, nieamyloidalne, wyrostek wnęki o długości do 1,5 μm i szerokości około 1 μm. Brak pleurocystyd. Cheilocystydy liczne, gęste, wrzecionowate do butelkowatych, o rozmiarach 40–68 × 5–10 μm, szkliste, cienkościenne do lekko pogrubionych (ścianka ≤1 μm).
Gatunki podobne
- Boczniak różowy (Pleurotus djamor) w kształcie i kolorze do młodego owocnika żyłkowca różowego, lecz blaszki u boczniaka są przyrośnięte, a u żyłkowca wykrojone. U dojrzałych owocników żyłkowca kapelusz staje się półkolisty, a u boczniaka pozostaje płaski[3].
- Żyłkowiec różowawy (Rhodotus palmatus) jest zgodny z Rhodotus asperior w cechach morfologicznych, różnice są w cechach mikroskopowych. U Rhodotus asperior bazydiospory są zasadniczo elipsoidalne do prawie kulistych, bardziej chropowate i ma dłuższe cheilocystydy o lekko pogrubionych ściankach. Żyłkowiec różowawy jest gatunkiem o zasięgu cyrkumborealnym[2][4].

## Występowanie i siedlisko
Występuje w środowisku tropikalnym i subtropikalnym. Gatunek znany wyłącznie z Chin z dwóch miejsc: z powiatu Yingjiang, region tropikalny i z Chuxiong, region podzwrotnikowy. Owocniki wyrastają pojedynczo lub gromadnie na martwych pniach drzew liściastych (bukowatych Fagaceae sp.). Saprotrof, rośnie w tropikalnych lasach liściastych, wiecznie zielonych, zdominowanych przez Lithocarpus sp. i Castanopsis sp., owocniki pojawiają się od lipca do sierpnia.